# Шишига
Шиши́га, шишо́к (муж. шиш, шишиган, шишимора-кикимора) — в восточнославянской мифологии нечистая сила, живущая за печкой, в лесу (лешачиха, леший) и на болоте (болотник), в бане (банник), в овине (овинный домовой); бес.

## История
Во владимирских и ивановских говорах шишигой называют разных «представителей» нечистой силы, а также знающихся с нечистой силой; в переносном смысле — несобранного, нерасторопного, медлительного человека. Чёрт в Симбирской губернии — Шишига.
С волосами «шишом», то есть зачёсанными кверху, изображались бесы на древнерусских иконах. В русских говорах чёрта называли шиш, шишко.
Этнограф Иосаф Железнов, опираясь на уральские предания, приводил пример того, что атаман Ермак Тимофеевич считался у казаков «полезным колдуном» и «имел в послушании у себя малую толику шишигов (чертей). Где рати не доставало, там он и выставлял их».
В белорусских поверьях ше́шками назывались отдельные бестолковые вольные нечистики (нечистые духи), не связанные с кикиморой и другими.
По преданиям обрусевших коми-зюздинцев Верхней Камы, шишига подобна русалке и сидит на берегу озера, расчёсывая свои волосы гребнем и заплетая их в косы:

Один рыбак Зюздино-Воскресенского прихода, выйдя однажды на известное всем «чертово озеро» порыбачить, увидел «шишигу», которая сидела на кочке и заплетала свои волосы в косы. «Шишига», заметив мужика и испугавшись его, нырнула в воду, а гребень, которым чесала свои волосы, оставила на кочке. Рыбак подплыл к кочке на лодке, взял гребень, оставленный «шишигою» и принес его к себе в избу. В тот же день, лишь только смеркалось и все семейство рыбака улеглось спать, послышалось постукивание в дверь и голос «шишиги», жалобно умолявшей рыбака вернуть ей гребень. Рыбак отворил окно и выбросил гребень. Схватила его проворно «шишига» и исчезла.— А. Н. Шатров, учитель Зюздинской церковно-приходской школы, 1891 год.